# Yours Truly
Yours Truly – debiutancki album studyjny amerykańskiej piosenkarki i autorki tekstów Ariany Grande wydany 30 sierpnia 2013 nakładem wytwórni Republic Records. Wdrążając w materiał szczególnie gatunek R&B, Yours Truly zostało zainspirowane muzyką takich artystów, jak Whitney Houston, Amy Winehouse, Christina Aguilera, Mariah Carey, czy też inni idole Grande. Piosenkarka opisała pierwszą połowę krążka jako powrót do rhythm and blues rodem z lat 90., a drugą jako projekt „bardzo wyjątkowy i specjalny, który trochę napisałam”, będący oryginalnym brzmieniem. Grande jest współautorką sześciu z dwunastu utworów znajdujących się na albumie, oraz jest on też efektem trzyletniej współpracy z takimi producentami, jak Harmony Samuels, Babyface, Patrick „J. Que” Smith i Leon Thomas III, aktor z serialu Victoria znaczy zwycięstwo i członek duetu The Rascals. Nagrania pochodzące z materiału są objęte w cztery projekty wspólnie z innymi artystami, tj. z amerykańskimi raperami Big Seanem i Maciem Millerem, czy z brytyjskimi piosenkarzami Miką i byłym członkiem boysbandu The Wanted, Nathanem Sykesem, znajdującym się w utworze „Almost Is Never Enough” mającym miejsce na oficjalnej ścieżce dźwiękowej filmu Dary anioła: Miasto kości. Oprócz R&B, płyta wchodzi również na poziomy muzyki adult contemporary i dance-pop.
Album wydał w sumie trzy single pomiędzy sezonem wiosennym a letnim. 26 marca 2013 roku swoją premierę miał główny singel promujący krążek, „The Way” z gościnnym udziałem Maca Millera okupując po raz pierwszy w swojej karierze miejsce dziewiąte prestiżowej listy singli Billboard Hot 100. Drugi singel, „Baby I” znalazł się tuż za pierwszą dwudziestką notowania, natomiast trzeci, a zarazem ostatni, „Right There” wraz z Big Seanem dotarł na pozycję 84. Yours Truly stał jednym z pięciu materiałów Grande (wraz z My Everything, Sweetener, Thank U, Next i Positions), który zadebiutował na szczycie listy Billboard 200 w ciągu pierwszego tygodnia od swojej premiery sprzedając 138 tys. kopii. Miał on zamiar znaleźć się także w pierwszej dziesiątce takich krajów, jak Wielka Brytania, Irlandia, Australia, Kanada, Japonia, oraz Holandia. 22 marca 2016 roku płyta pokryła się w Stanach Zjednoczonych platyną za sprzedaż 1 mln kopii. Dla lepszej promocji projektu, piosenkarka wyruszyła w krótką trasę koncertową po USA pod nazwą The Listening Sessions.
W Polsce nagrania uzyskały status złotej płyty.

## Lista utworów
1. „Honeymoon Avenue”
2. „Baby I”
3. „Right There” (feat. Big Sean)
4. „Tattooed Heart”
5. „Lovin' It”
6. „Piano”
7. „Daydreamin'”
8. „The Way” (feat. Mac Miller)
9. „You’ll Never Know”
10. „Almost Is Never Enough” (feat. Nathan Sykes)
11. „Popular Song” (feat. Mika)
12. „Better Left Unsaid”